# Asura congerens
Asura congerens är en fjärilsart som beskrevs av Felder 1874. Asura congerens ingår i släktet Asura och familjen björnspinnare. Inga underarter finns listade i Catalogue of Life.